# Dinos Dimopoulos
Dinos Dimopoulos (en griego: Ντίνος Δημόπουλος; Palairo, 22 de agosto de 1921 – Atenas, 28 de febrero de 2003) fue un actor, director, guionista y dramaturgo griego. Dirigió 47 películas entre 1953 y 1993.
Su film de 1959 Astero entró en la sección oficial del Festival Internacional de Cine de Berlín de 1959. Su película de 1960 Madalena fue exhibida en la sección oficial del Festival Internacional de Cine de Cannes de 1961. Escribió algunas obras de teatro. Obtvo el premio como mejor director en el Festival de Cine de Tesalónica para su película The Asphalt Fever.

## Filmografía seleccionada
- Heaven Is Ours (1953)
- The Big Streets (1953)
- Happy Beginning (1954)
- Astero (1959)
- Stournara 288 (1959)
- Madalena (1960)
- Oi kyries tis avlis (1966)
- The Asphalt Fever (1967)
- A Teacher with Blonde Hair (1969)
- Agapisa mia polythrona (1971)